# Нарукавники
Нарука́вники (також нарука́вниці, заст. поручі) — частина літургійного вбрання всіх ступенів священства (дияконів, священиків та єпископів). Нарукавники надягають на зап'ястки обидвох рук поверх підрясника (підризника) і зав'язують поворозками. Вони символізують кайдани Ісуса Христа.